# 루손코르디예라숲쥐
루손코르디예라숲쥐(학명: Apomys abrae)는 쥐과에 속하는 설치류의 일종이다. 또한 루손코르디예라숲쥐는 필리핀에서만 발견된다.

## 특징
작은 설치류로 꼬리 길이 121~148mm를 제외한 몸길이가 258~291mm이다. 발 길이는 35~38mm, 귀 길이는 21~23mm, 몸무게는 최대 79g이다.

## 생태
땅 위에서 주로 생활하는 육상성 동물이고, 야행성 동물이다. 먹이는 곤충과 벌레, 도토리 같은 식물 씨앗이다.

## 분포 및 서식지
필리핀 루손섬의 북부 코르디예라 지역의 토착종이다. 해발 950m와 2,200m 사이 활엽수림 지역의 소나무 숲에서 서식한다.